# Marcel Garvey

a Compétitions nationales et continentales officielles uniquement.

Dernière mise à jour le 13 juillet 2015.
Marcel Jermaine Garvey, né le 21 avril 1983 à Gloucester, est un joueur anglais de rugby à XV qui évolue au poste d'ailier. Il joue au sein du club français du Castres olympique depuis 2012.
Il fut international anglais U21 (participation à la coupe du monde 2004) et Angleterre A. 
Il a été retenu en équipe nationale d'Angleterre à 7 et est un Barbarians.
Il met un terme à sa carrière, de joueur, à 32 ans après 3 saisons passées au Castres Olympique et devient entraineur des 3/4 de l'équipe espoir du CO avec laquelle il est vice-champion en 2024.

## Palmarès
- Championnat de France de Top 14 :
  - Champion (1) : 2013 face au RC Toulon.
  - Finaliste (1) : 2014 face au RC Toulon.

Entraineur Espoirs
- Vice-champion de France espoirs 2024